# Triphosa eucosmiata
Triphosa eucosmiata là một loài bướm đêm trong họ Geometridae.